# Anna Petronella van Heerden
Anna Petronella van Heerden (1887-1975), là người phụ nữ Afrikaner đầu tiên đủ điều kiện làm bác sĩ y khoa. Luận án của cô, mà bà đã lấy được bằng tiến sĩ vào năm 1923, là luận án y khoa đầu tiên được viết bằng tiếng Nam Phi. Bà hành nghề như một bác sĩ phụ khoa, nghỉ hưu vào năm 1942. Bà cũng phục vụ trong quân đoàn y tế Nam Phi trong Thế chiến II. Katharina FE van der Merwe đủ điều kiện làm bác sĩ y khoa tại Đại học Aberdeen năm 1921. Bà là người nói tiếng Afịch và là bác sĩ đa khoa ở Calvinia trong một khoảng thời gian đáng kể. Bà vận động cho quyền bầu cử của phụ nữ trong những năm 1920, và làm nông dân sau khi nghỉ hưu từ công việc y tế của mình. Bà cũng xuất bản hai văn bản tự truyện, Kerssnuitsels (Snuffings nến) và Die sestiende koppie (Cup Sixteenth).